# Березугское сельское поселение
Березу́гское се́льское поселе́ние — упразднённое муниципальное образование в составе Селижаровкого района Тверской области. На территории поселения находилось 37 населённых пунктов.
Центр поселения — деревня Березуг.
Образовано в 2005 году, включило в себя территорию Березугского, Дягилевского и Дрыгомского сельских округов.
Законом Тверской области от 17 апреля 2017 года № 25-ЗО были преобразованы, путём их объединения, муниципальные образования Березугское, Захаровское, Ларионовское и Талицкое сельские поселения в Селижаровское сельское поселение.

## Географические данные
- Общая площадь: 399,2 км²
- Нахождение: северная часть Селижаровского района
  - Граничит:
    - на севере — с Осташковским районом, Ждановское СП
    - на востоке — с Кувшиновским районом, Могилевское СП и Сокольническое СП
    - на юге — с Большекошинским СП, Талицким СП и Ларионовским СП
    - на западе — с Селищенским СП.

По юге поселения проходит железная дорога от Торжка на Соблаго.

## Население
Население по переписи 2002 года — 539 человек (296 Березугский, 127 Дягилевский и 116 Дрыгомский сельские округа).

На 01.01.2008 — 486 человек. По переписи 2010 — 442 человека.

## Населённые пункты
На территории поселения находились следующие населённые пункты:
| №  | Тип нп  | Название          | Население (2008 год) |
| -- | ------- | ----------------- | -------------------- |
| 1  | дер.    | Березуг           | 172                  |
| 2  | дер.    | Большие Нивы      | 1                    |
| 3  | дер.    | Большое Гольтино  | 8                    |
| 4  | дер.    | Бураково          | 16                   |
| 5  | дер.    | Верхнее Голенково | 5                    |
| 6  | дер.    | Голенково-Погост  | 16                   |
| 7  | дер.    | Зеленино          | 0                    |
| 8  | дер.    | Каменка           | 0                    |
| 9  | дер.    | Козловцы          | 46                   |
| 10 | дер.    | Красная Горка     | 0                    |
| 11 | дер.    | Крестцы           | 1                    |
| 12 | дер.    | Малое Гольтино    | 7                    |
| 13 | дер.    | Нижнее Голенково  | 0                    |
| 14 | дер.    | Подмошье          | 5                    |
| 15 | дер.    | Покровка          | 6                    |
| 16 | дер.    | Трофимково        | 5                    |
| 17 | дер.    | Дрыгомо           | 79                   |
| 18 | дер.    | Большаково        | 0                    |
| 19 | дер.    | Выставка          | 0                    |
| 20 | дер.    | Горицы            | 5                    |
| 21 | дер.    | Заречье           | 1                    |
| 22 | ж-д.ст. | Красицы           | 13                   |
| 23 | дер.    | Лукино            | 0                    |
| 24 | дер.    | Новосёлки         | 1                    |
| 25 | дер.    | Острые            | 0                    |
| 26 | дер.    | Пронино           | 1                    |
| 27 | дер.    | Рытое             | 0                    |
| 28 | дер.    | Чёрное Рытое      | 0                    |
| 29 | дер.    | Чащевка           | 4                    |
| 30 | дер.    | Дягилево          | 37                   |
| 31 | дер.    | Ананьино          | 0                    |
| 32 | дер.    | Безымянка         | 10                   |
| 33 | дер.    | Горелуша          | 17                   |
| 34 | дер.    | Мясково           | 7                    |
| 35 | дер.    | Перово            | 9                    |
| 36 | дер.    | Рыжково           | 6                    |
| 37 | дер.    | Сутоки            | 18                   |

В 1998 году исключены из учетных данных деревни Бугры, Малые Нивы, Новоселки и Шахворостово.

## История
С образованием в 1796 году Тверской губернии территория поселения вошла в Осташковский уезд.
В 1950-е годы на территории поселения существовали Березугский, Дягилевский и Дрыгомский сельсоветы Кировского района Калининской области.